# N71 (België)
De N71 is een gewestweg in Belgisch-Limburg en Antwerpen, hij verbindt Hamont met Geel. De lengte van de N71 bedraagt 38,5 km. Tussen Geel en de N74 is de weg erkend als een primaire weg type I. Van de N74 (Neerpelt-Broeseind) tot de N748 (Hamont-Achel) gaat het om een primaire weg type II en ten oosten van Achel kent weg een lager statuut.

## Traject

### Hamont - Neerpelt
De N71 start in het centrum van Hamont aan de Nederlandse grens, aansluitend op een ongenummerde Nederlandse gemeenteweg naar Budel. Iets verder kruist hij de N76. Na de bebouwde kom van Hamont passeert de weg een industriezone en daarna loopt hij door wat minder bebouwd gebied. Een stukje voorbij het kruispunt met de N748 (een rotonde), komt de N71 bij de gemeentegrens tussen Hamont-Achel en Neerpelt; die grens ligt bij spoorlijn 19 (de IJzeren Rijn). Vanaf hier is er een omleidingsweg rond het centrum van Neerpelt gepland; deze weg zou ten oosten en ten noorden van het centrum moeten lopen. Verder dan plannen en ideeën is het nog niet gekomen. Vandaar dat de N71 hier onderbroken is, de weg gaat naadloos over in de N712. Het verkeer wordt via de N712 en de N790 door het centrum van Neerpelt geleid tot aan het gemeenschappelijk deel van de N71 en de N74. Het hele traject tussen de Nederlandse grens en de N712 heeft twee rijstroken. De maximumsnelheid buiten de bebouwde kom bedraagt 70 km.

### Neerpelt - Lommel
Bij het Neerpeltse gehucht Grote-Heide is al een klein stuk van de omleiding rond Neerpelt aangelegd tot aan de N74. Dan, op het grondgebied van Overpelt, volgt een gemeenschappelijk deel met de N74. Bij de splitsing met de N74 volgt het kruispunt met de N712, in een grote industriezone. Na het kruispunt met de N715 - juist over de gemeentegrens Overpelt - Lommel - loopt de weg door een bosgebied en daarna door een landbouwgebied. In het centrum van Lommel heeft de N71 een parallelweg via dewelke de handelszaken en woningen bereikt kunnen worden. De weg heeft hier hoofdzakelijk vier (2x2) rijstroken met een middenberm. In het centrum van Lommel is er een kruispunt met de N746. De maximumsnelheid bedraagt 120 km/u over een groot deel van het traject tot voor het centrum van Lommel.

### Overkapping Ringlaan N71 in Lommel
Ter hoogte van de Stationsstraat in Lommel zijn er plannen voor een overkapping van de 'Ringlaan' N71. In 2018 werden de plannen voor deze overkapping, waarbij de N71 onder de Stationsstraat doorgaat via een ongelijkvloerse kruising, al voorgesteld. Handelaars en buurtbewoners gingen hiertegen in beroep bij de Raad voor Vergunningsbetwistingen, wegens het ontbreken van een milieueffectenrapport (MER). De initiële vergunningsaanvraag werd vernietigd door deze Raad. In het voorjaar van 2021 werd een nieuwe aanvraag ingediend voor een omgevingsvergunning voor de overkapping van het kruispunt. Aan de oorspronkelijke plannen werden aan het ontwerp kleine aanpassingen gedaan in functie van de verkeersafwikkeling. Ook wordt er een plan-m.e.r. opgesteld, zoals gevraagd. Deze werken zullen in 2022 starten en in totaal ruim twee jaar in beslag nemen    

### Lommel - Geel
Na het centrum van Lommel is er het kruispunt met de N769. Hier loopt de N71 vooral door een industriegebied. Er is ook een brug over het Kanaal van Beverlo. Iets verder bevindt zich de provinciegrens Limburg - Antwerpen. Bij het Molse gehucht Rauw is er eerst een kruispunt met de N136 en wat verder nogmaals met de N712. Nog wat verder ligt er een brug over het Kanaal Dessel-Kwaadmechelen. Na de brug over het Kanaal Dessel-Kwaadmechelen is er een kruispunt met de N103.
De N71 loopt vervolgens ten zuiden van Mol door, met kruispunten met de N18 en de N110. Bij het Molse gehucht Ezaart is er een kruispunt met de N103. Enkele kilometer verder sluit de R14 (Ring Geel) aan op de N71. De N71 loopt dan nog verder tot in het centrum van Geel. Op het traject Lommel - Geel heeft de N71 grotendeels vier rijstroken (2x2 met middenberm), met uitzondering van een stuk bij het gehucht Bel en het stuk tussen de R14 en het centrum van Geel. Op het Limburgse deel van de weg is de maximumsnelheid hoofdzakelijk 120 km/u, in Antwerpen is het 90.

## Geschiedenis
Voor de hernummering van de Belgische N-wegen in 1985 maakte de N71 deel uit van de N12. Deze weg liep na Geel nog verder naar Antwerpen via Herentals en Lier.